# Archidiocèse de Cap-Haïtien
L'archidiocèse métropolitain de Cap-Haïtien est une circonscription territoriale de l'Église catholique en Haïti dans le département du Nord. Il est le siège de l'une des deux provinces ecclésiastiques d'Haïti. Launay Saturné est l'archevêque métropolitain depuis le 16 juillet 2018.

## Histoire
Le diocèse de Cap-Haïtien a été érigé le 3 octobre 1861 en même temps que l'archidiocèse de Port-au-Prince et que les diocèses des Cayes, des Gonaïves et de Port-de-Paix par division de l'archidiocèse de Saint-Domingue, jusque-là seul diocèse de l'île d'Hispaniola. 
Lui-même a perdu une partie de son territoire en 1972 lorsque fut érigé le diocèse de Hinche. En 1988, il a été érigé en archidiocèse métropolitain, avec pour suffragants les diocèses des Gonaïves, de Hinche et de Port-de-Paix.
En 1991, il perd à nouveau une partie de son territoire lors de l'érection du diocèse de Fort-Liberté, qui lui est rattaché comme suffragant.

## Liste des évêques puis archevêques de Cap-Haïtien
- Constant Hillion (1872 - 1886)
- François-Marie Kersuzan (1886 - 1929)
- Jean-Marie Jan (1929 - 1953)
- Albert François Cousineau (fi), C.S.C. (1953 - 1974)
- François Gayot, S.M.M. (1974 - 2003)
- Hubert Constant, O.M.I. (2003 - 2008)
- Louis Kébreau, S.D.B. (2008 - 2014)
- Max Leroy Mésidor, (2014 - 2017)
- Launay Saturné (depuis le 16 juillet 2018[1])